# Aeroportul Gambell
Aeroportul Gambell (IATA: GAM, ICAO: PAGM, FAA LID: GAM) este un aeroport din Alaska, Statele Unite ale Americii ce deservește zona Gambell⁠(d). Aeroportul a fost tranzitat în 2019 de 6.954 de pasageri. A fost deschis în 1943 și numit după zona deservită.
Situat la o altitudine de 8 m, aeroportul dispune de 1 pistă. Este operat de Alaska Department of Transportation & Public Facilities⁠(d).

## Infrastructură

### Piste
Aeroportul dispune de o singură pistă. Pista 16/34 are dimensiunile 4.499 picioare × 96 picioare. 